# Саламат (посёлок, Челябинская область)
Салама́т — посёлок в Варненском районе Челябинской области России. Входит в состав Новоуральского сельского поселения.

## География
Посёлок расположен на южном берегу высохшего озера, на расстоянии 15 км к северу от села Варна, административного центра района.

## Население
| 2002 | 2010 |
| ---- | ---- |
| 425  | ↘335 |

### Половой состав
По данным Всероссийской переписи, в 2010 году численность населения посёлка составляла 335 человек (156 мужчин и 179 женщин).

## Улицы
- ул. Зелёная,
- ул. Механизаторов,
- ул. Российская,
- ул. Центральная,
- ул. Южная[3].